# Pygophora lutescens
Pygophora lutescens är en tvåvingeart som beskrevs av Frey 1917. Pygophora lutescens ingår i släktet Pygophora och familjen husflugor. Inga underarter finns listade i Catalogue of Life.